# Прапретно при Храстнику (Храстник)
Прапретно при Храстнику (словен. Prapretno pri Hrastniku) је насељено место у општини Храстник, Засавска регија, Словенија. Део је насеља Прапретно при Храстнику, које је административним границама подељено на два насеља: Прапретно при Храстник (Храстник) и Прапретно при Храстник (Трбовље). Насеље под називом Прапретно при Храстнику (Трбовље) је 2013. као самостално насеље укинуто је одлуком Скупштине општине Трбовље и припојено је са делом издвојеним из насеља Трбовље у ново насеље Ретје над Трбовљами.

## Историја
До територијалне реорганизације у Словенији било је у саставу старе општине Храстник.

## Становништво
У попису становништва из 2011. године, Прапретно при Храстнику је имало 203 становника.
| Број становника према пописима | Број становника према пописима | Број становника према пописима |
| ------------------------------ | ------------------------------ | ------------------------------ |
| 1991                           | 2002                           | 2011                           |
| 229                            | 211                            | 203                            |